# Josef Zinnbauer
Josef "Joe" Zinnbauer (nacido el 1 de mayo de 1970 en Schwandorf, Alemania) es un exjugador y entrenador de fútbol alemán. Actualmente dirige al JS Kabylie.

## Carrera como jugador
Como juvenil, Zinnbauer jugó en el primer equipo del FV Wendelstein de su ciudad natal. En 1989 dio el salto a la 3. Liga con el SVG Göttingen 07, en el que jugó durante un año antes de regresar a Franconia, al TSV Vestenbergsgreuth. Luego, jugó una temporada en el SC 08 Bamberg y en el SpVgg Bayreuth y en 1993 pasó al SSV Ulm 1846 de la Oberliga Baden-Wurtemberg.
Posteriormente, se mudó al Karlsruher SC de la Bundesliga. Paralelamente a su carrera como jugador, fundó su propia empresa de consultoría financiera con sede en Núremberg.Al año siguiente pasó al Mainz 05 de la 2. Bundesliga. Sin embargo, tuvo que retirarse como futbolista después de sufrir una lesión en el cartílago.De igual forma, en la temporada 1996-97 jugó en la cuarta división en el SG Post/Süd Regensburg y en la campaña 1997-98 también en el SC Weismain antes de tener que abandonar el fútbol profesional.

## Carrera como entrenador
La carrera como entrenador de Zinnbauer comenzó en 2005 como entrenador del VfB Oldenburgo y estuvo allí hasta 2010.Posteriormente, fue asistente en el Karlsruher SC. Entre marzo y junio de 2012, dirigió al filial del club, el Karlsruher SC II. 
En julio de 2014, fue contratado como entrenador del Hamburgo SV II.Ganó los 8 partidos en los que dirigió al conjunto filial de la entidad hasta que fue requerido para llevar las riendas del primer equipo el 14 de septiembre, sustituyendo a Mirko Slomka, que sólo había sumado un punto en tres partidos de la Bundesliga. Zinnbauer debutó con el Hamburgo SV logrando un empate a cero contra el vigente campeón, el Bayern de Múnich. Tras seis partidos en los que sumó 5 puntos, la directiva del club lo confirmó como técnico hasta 2016.Sin embargo, fue destituido en marzo de 2015, tras una mala racha de 6 partidos sin ganar.
En septiembre de 2015, llegó a un acuerdo para dirigir el FC Saint Gallen.El 4 de mayo de 2017, fue puesto en libertad tras cinco derrotas seguidas.En diciembre de 2019, se hizo cargo del club sudafricano Orlando Pirates.En 2020, obtuvo la MTN 8 después de vencer al Bloemfontein Celtic en la final por 2-1.En agosto de 2021, renunció al puesto de entrenador por motivos familiares.
El 30 de junio de 2022, Zinnbauer fue contratado por el Lokomotiv Moscú.El 8 de octubre del mismo año, fue despedido de su cargo luego de sufrir cinco derrotas consecutivas.
El 8 de junio de 2023, fue nombrado como entrenador del Raja Casablanca hasta junio de 2025.En su primera temporada, obtuvo el doblete en el fútbol marroquí de manera invicta.
En julio de 2024, dejó su cargo en el fútbol marroquí para asumir al frente del Al-Wehda saudí.El 27 de noviembre, fue relevado de sus funciones después de una serie de malos resultados.
El 20 de enero de 2025, fue anunciado como técnico del JS Kabylie.

## Clubes

### Como entrenador
| Club                      | País           | Año           |
| ------------------------- | -------------- | ------------- |
| VfL Oldenburgo            | Alemania       | 2005-2010     |
| Karlsruher SC (asistente) | Alemania       | 2011-2012     |
| Karlsruher SC II          | Alemania       | 2012          |
| Hamburgo SV II            | Alemania       | 2014          |
| Hamburgo SV               | Alemania       | 2014-2015     |
| St. Gallen                | Suiza          | 2015-2017     |
| Orlando Pirates           | Sudáfrica      | 2019-2021     |
| Lokomotiv Moscú           | Rusia          | 2022          |
| Raja Casablanca           | Marruecos      | 2023-2024     |
| Al-Wehda                  | Arabia Saudita | 2024          |
| JS Kabylie                | Argelia        | 2025-presente |

## Palmarés

### Como entrenador

#### Campeonatos nacionales
| Título         | Club            | País      | Año     |
| -------------- | --------------- | --------- | ------- |
| MTN 8          | Orlando Pirates | Sudáfrica | 2020    |
| Botola         | Raja Casablanca | Marruecos | 2023-24 |
| Copa del Trono | Raja Casablanca | Marruecos | 2023-24 |